# حسين حيدري
حسين حيدري (بالفارسية: حسین حیدری) هو لاعب كرة قدم إيراني في مركز الوسط، ولد في 6 أغسطس 1998 في طهران في إيران. لعب مع نادي استقلال طهران.

## وصلات خارجية
- حسين حيدري على موقع قاعدة بيانات كرة القدم.إي يو (الإنجليزية)
- حسين حيدري على موقع Soccerway.com (الإنجليزية)